# Убийство Габриэля Нарутовича

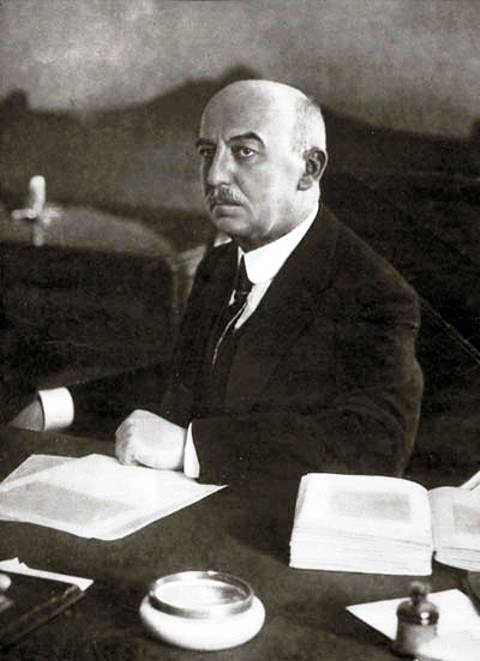
Нарутович в 1922

Габриэль Нарутович, первый президент Польши после восстановления независимости, был убит 16 декабря 1922 года на шестой день нахождения в должности. Он был смертельно ранен художником Элигиушем Невядомским во время посещения выставки во дворце Общества поощрения художеств.
В ходе экскурсии в выставочный зал № 1 Невядомский с близкого расстояния трижды выстрелил из револьвера в Нарутовича, который скончался на месте. Убийца, не оказавший сопротивления, был арестован и предстал перед судом, который 30 декабря 1922 года приговорил его к смертной казни за убийство президента республики. Приговор был приведён в исполнение через расстрел 31 января 1923 года.

## Ситуация перед покушением

### Избрание Габриэля Нарутовича на пост президента Польской республики
После окончания первой мировой войны в 1918 году Польша обрела независимость.
Согласно статье № 39 конституции Польской республики принятой 17 марта 1921 года президент избирался большинством голосов Сейма и Сената, составляющих Национальное собрание.
В результате парламентских выборов в ноябре 1922 года из 444-мест Сейма правоцентристская группировка получила 220 мандатов, левые — 97, национальные меньшинства — 89, другие — 38. Также в Сенате большинство из 111 мест принадлежало правым.
На пост президента было выдвинуто пять кандидатов:
- Ян Нецислав Бодуэ́н де Куртенэ́ — кандидат от национальных меньшинств.
- Игнацы Дашинский — кандидат, выдвинутый социалистической партией (PPS).
- Габриэль Нарутович — беспартийный кандидат, выдвинутой польской крестьянской партией «Освобождение».
- Станислав Войцеховский — кандидат, выдвинутой польской крестьянской партией «Пяст».
- Маврикий Замойский — кандидат от правых.

На пост президента Польской республики 9 декабря 1922 был избран Габриэль Нарутович, получивший 289 из 555 голосов депутатов и сенаторов Национального собрания.. В последнем туре выборов Нарутович получил 56 % голосов Собрания в то время как Замойский, располагая только голосами правых — меньше 44 % голосов.
Сразу же после выборов, около 8 часов пополудни, премьер-министр Юлиан Новак, маршал Сейма — Мацей Рaтaй и маршал Сената — Войцех Тромптшиньский отправились к Нарутовичу, находившемуся во дворце Брюля, чтобы сообщить ему о выборе Собрания и узнать, принимает ли он своё избрание. На это Нарутович ответил, что подчинение воле Национального собрания является его гражданским долгом, и своё избрание на высший пост в стране он принимает.

### Политическая атмосфера после выборов
Габриэль Нарутович — профессор, инженер — стал одним из лидеров левого крыла в Сейме (польском парламенте). 
После принятия в марте 1922 польской конституции и проведения в ноябре 1922 выборов в Сенат и Сейм — Нарутович на президентских выборах в декабре 1922 был избран президентом Польши. 
Националисты-эндеки из правого крыла не приняли его избрания, прокатился ряд акций протеста. Грядущее убийство Нарутовича стало апогеем агрессивной, правой и антисемитской пропаганды, которая очерняла его. На фоне уличных протестов недружественная пресса называла его атеистом, масоном и евреем.
Информация о победе на выборах кандидата Нарутовича быстро распространилась по Варшаве. Правые организации не согласились с решением Национального собрания. Депутатов и сенаторов, участвующие в голосовании на выходе из здания встретила демонстрация, участники которой (в основном студенты и школьники) выражали неудовлетворённость итогами выборов.
Протестующие прошли маршем от улицы Новый свят по Уяздовской алее до дома генерала Юзефа Халлера, крича: «Долой Нарутовича». Генерал Халлер вышел на балкон и выступил с речью перед собравшейся толпой:

Соотечественники и товарищи по оружию! Вы и никто другой заслонили своей грудью как твёрдой стеной границы Жечи Посполитой, шлагбаумы Варшавы. Своими действиями вы добивались только одного: Польши. Польши великой, независимой. На сегодняшний день Польша, за которую вы боретесь, разбита. Ваша реакция — это показатель народного возмущения, вы — его рупор, оно растёт и поднимается как волна.
Оригинальный текст (пол.)
Rodacy i towarzysze broni!
Wy, a nie kto inny, piersią swoją osłanialiście, jakby twardym murem, granice Rzeczypospolitej, rogatki Warszawy. W swoich czynach chcieliście jednej rzeczy, Polski. Polski wielkiej, niepodległej. W dniu dzisiejszym Polskę, o którą walczyliście, sponiewierano. Odruch wasz jest wskaźnikiem, iż oburzenie narodu, którego jesteście rzecznikiem, rośnie i przybiera jak fala
— .
Толпа ответила на слова генерала возгласами одобрения «Виват!». Халлер в свою очередь похвалил, тех, кто выкрикивал лозунги против Нарутовича. 

Затем толпа подошла к дому, где располагалась редакция «Варшавской газеты». Там к толпе обратился с речью редактор газеты, депутат Энтони Садзевич:

Ослеплённые [политики] из левых и крестьян решили, что высшим представителем Польши должен быть человек, который ещё за два дня до этого был гражданином Швейцарии и для которого было сфабриковано польское гражданство возможно [сразу] после президентских выборов. В 1912 году евреи навязали Варшаве некоего Ягелло, как депутата в российскую Думу. Сегодня они пошли ещё дальше: навязали господина Нарутовича на [пост] президента.
Оригинальный текст (пол.)
Zaślepienie lewicy i ludowców sprawiło, że najwyższym przedstawicielem Polski ma być człowiek, który jeszcze dwa dni temu był obywatelem szwajcarskim i któremu na gwałt, może już po wyborach na prezydenta Rzeczypospolitej Polskiej sfabrykowano obywatelstwo polskie. W roku 1912 Żydzi narzucili Warszawie niejakiego Ягелло jako posła do Dumy rosyjskiej. Dziś posunęli się dalej: narzucili pana Narutowicza na prezydenta.
— 
Граждане были намеренно введены в заблуждение обнародованной ложной информацией о том, что Габриэль Нарутович, который в течение двух лет был министром общественных работ в правительстве Республики Польша, не имел польского гражданства
На многотысячном митинге на проспекте 3 Мая была принята резолюция, призывающая Нарутовича уйти в отставку, а PSL «Пяст» отказаться от поддержки предателей нации.
В день выборов президента Нарутовича группа депутатов от Христианского союза национального единства (он же Чены) выпустила коммюнике, в котором сообщалось, что они будут бороться против вступления в должность президента Габриэля Нарутовича. В заявлении говорилось, что выбор был навязан, и что борьба была необходимостью для защиты национального характера польского государства, которому угрожал этот выбор.
На следующий день после выборов Национал-демократия объявила, что в будущем не примет ни одно правительство, сформированное президентом, навязанным евреями, немцами и украинцами.
Правое крыло, добивавшееся относительной победы на предстоящих парламентских выборах, восприняло избрание Нарутовича как поражение. Растущие политические амбиции правых, рассчитывающих взять в свои руки всю полноту власти и разочарование от итогов голосования, стали поводом для бурного политического наступления правых, а главным доводом стал выбор Нарутовича национальными меньшинствами.
Избрание Габриэля Нарутовича на пост президента при значительной поддержке национальных меньшинств показало, что меньшинства вовлечены в политическую жизнь государства. Эта тенденция не была замечена правыми, которые сделали ставку на так называемое «польское большинство» имеющее единственное право решать дела и проблемы Польши и, в частности, выбирать главу государства.

### Комментарии прессы
После выборов был опубликован ряд статей, содержащих оскорбления, угрозы и нападки в адрес Нарутовича.
Станислав Стронский опубликовал статью «Завады» в ежедневной газете «Жечь Посполита», в которой он заявил, что Нарутович является препятствием, уставновленным Юзефом Пилсудским на пути к восстановлению государства. В этой статье он выразил возмущение тем, что Нарутович принял выбор, который он ранее назвал позорно провокационным. Единственная надежда, по словам Стронского, была на то, что избранный президент откажется от принесения президентской присяги.
Стронский в интервью Адаму Прагеру 1939 года заявил, что то, что он сделал в 1922 году, следует считать худшей ошибкой в его жизни.
Выдвигались ксенофобские аргументы, предполагающие, что Нарутович не был поляком (он родился в Ковенщине, в литовской семье, с юных лет жил в Швейцарии). Также предполагалось, что Нарутович, как состоятельный человек, мог быть использован в неопределённых интересах мировых финансистов, а итоги выборов были определены голосами национальных меньшинств. Это были ложные обвинения. На самом деле Нарутович был гражданином Польши и не имел никакого отношения к мировым финансистам. Нарутовича также обвиняли в космополитизме, отсутствии религиозности и поддержке евреев как вызову, брошенному польской нации.
Газеты правого толка поддерживали националистические настроения, а газеты национально-демократического толка опубликовали заявление парламентского комитета Христианского Союза национального единства, в котором говорилось, что вышеупомянутый Союз будет выступать против законных и конституционных выборов:

Группы Союза христианского национального единства не могут взять на себя ответственность за ход государственных дел и отказываются от любой поддержки правительств, назначенных президентом, навязанным иностранными национальностями: евреями, немцами и украинцами … Партии Союза христианского национального единства вступают в решительную борьбу за национальный характер Польского государства, которому этот выбор угрожает.
Оригинальный текст (пол.)
Grupy Chrześcijańskiego Związku Jedności Narodowej nie mogą wziąć na siebie odpowiedzialności za bieg spraw państwowych i odmawiają wszelkiego poparcia rządom powołanym przez prezydenta narzuconego przez obce narodowości: Żydów, Niemców, i Ukraińców... Stronnictwa Chrześcijańskiego Związku Jedności Narodowej podejmują stanowczą walkę o narodowy charakter Państwa Polskiego, zagrożony tym wyborem
— 
Газеты не скупились на эпитеты и обличения: (масон, неверующий эмигрант, незнакомый с отношениями, сложившимися в стране, еврейский избранник (что оскорбляет польский народ), вор, еврейский прихвостень). Высказывались обвинения, что Нарутович победил на выборах, благодаря предполагаемому родству с Пилсудским. Высказывались опасения, что Нарутович, проживший тридцать лет на чужбине не знает Польшу, не чувствует польского духа и жизненных интересов государства.
Правое антисемитское объединение «Развитие» выступило с призывом к действию, а Христианский союз национального единства 10 декабря 1922 года опубликовал заявление о бойкоте власти, установленной национальными меньшинствами
Антоний Садзевич в «Варшавской газете» и Владислав Рабский в «Варшавском курьере» писали о Нарутовиче как о еврейском избраннике, препятствии и помехе.
«Газета Поранна» даже писала:

…Какие-то птичьи мозги чиновников бьются над проведением церемонии прихода к власти президента Нарутовича… Польское население не вынесет этой провокации…вместо потока крови, который мы видели на днях, польются реки крови.
Оригинальный текст (пол.)
...Jakieś ptasie mózgi urzędnicze biedzą się nad ceremoniałem objęcia władzy przez prezydenta Narutowicza... Ludność polska prowokacji tej nie zniesie... zamiast strumienia krwi, które widzieliśmy onegdaj, popłyną krwi tej rzeki
— 
Винценты Витос писал в своих мемуарах:

Пресса правого лагеря явно всколыхнулась, представив избрание Нарутовича как триумф еврейства и несчастье для Польши. Толпы сошли с ума, угрожая всем, кто голосовал за Нарутовича. Невиданные выходки против первого президента восстановленного государства не были должным образом наказаны ни прессой, ни правыми организациями. Это едва не стало стимулом к дальнейшим эксцессам.
Оригинальный текст (пол.)
Prasa obozu prawicowego wyraźnie podburzała, przedstawiając wybór Narutowicza jako tryumf żydostwa i nieszczęście dla Polski. Tłumy zaczęły szaleć, wygrażając każdemu, kto głosował za Narutowiczem. Niesłychanych wybryków wobec pierwszego Prezydenta odrodzonego państwa ani prasa, ani organizacje prawicowe należycie nie skarciły. Stało się to niemal zachętą do dalszych ekscesów...
— 
Ксендз Лютославский написал в партийной газете:

Как посмели евреи навязать Польше своего президента?
Оригинальный текст (пол.)
Jak śmieli Żydzi narzucić Polsce swego prezydenta?
— 

## Покушение

### Вечер перед покушением, 15 декабря 1922 года

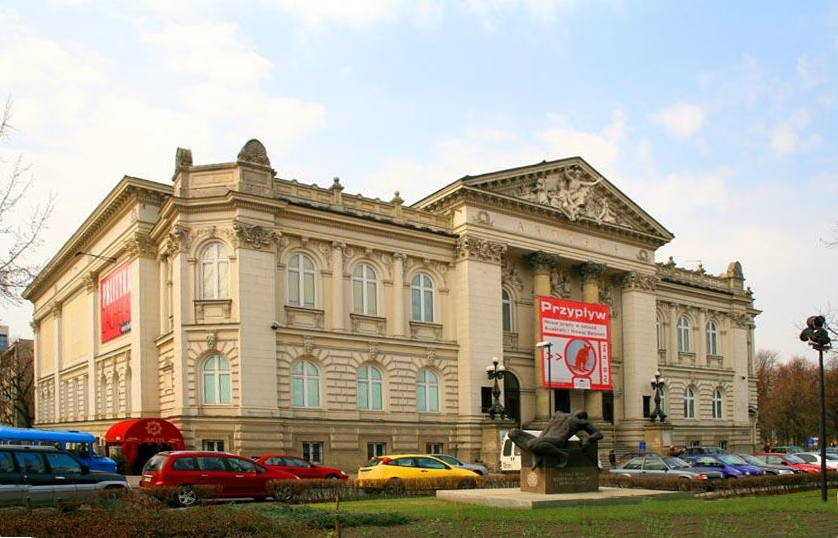
Здание «Общества» в Варшаве

Поздним вечером 15 декабря 1922 года, накануне покушения, Станислав Царь обсудил с президентом Нарутовичем планы на следующий день. В ходе беседы Царь упомянул о приглашении на открытие ежегодной выставки художеств Общества. Президент согласился посетить выставку. Он не желал, чтобы его отсутствие было неправильно истолковано.
Получив согласие президента, Царь предложил посетить Общество после визита кардинала Каковского, запланированного на утро в 11:30. Посещение выставки художеств должно было состояться в 12:00.
Президент Нарутович попросил Царя сопровождать его во время посещения выставки. В то же время президент не хотел сообщать полиции о принятом плане. Он посчитал, что наилучшая защита — это не обращаться к органам безопасности.

### День покушения
На 16 декабря 1922 года для президента Нарутовича был составлен следующий график:
- 11:30 — визит к кардиналу Александру Каковскому;
- 12:00 — открытие художественной выставки в здании Общества;
- 12:30 — заслушивание доклада Тадеуша Густава Яковского, близкого соратника Нарутовича из Министерства иностранных дел, вернувшегося из Гданьска. Яковский ездил в Гданьск, чтобы от имени президента Нарутовича проинформировать генерального комиссара Польской республики в Гданьске Леона Плучиньского о предлагаемой миссии по формированию правительства. Переговорив с Яковским, Плучиньский согласился занять пост премьер-министра, но Нарутович уже не успел узнать об этом.
- 13:30 — встреча с главой ордена Белого Орла.

Вечером президент должен был провести дальнейшие переговоры с кандидатами в министры в новом правительстве.
Перед отъездом на встречу с кардиналом Каковским президент Нарутович подписал акт помилования для заключённого, приговорённого к смертной казни. Он посчитал, что это хороший знак. Это стало единственным официальным решением президента Нарутовича.
Незадолго до отъезда президента во дворец Бельведер прибыл Леопольд Скулский, с которым президент совместно арендовал охотничье угодье. Скулский пригласил Нарутовича съездить на непродолжительную охоту. Президент решил подождать с поездкой до вечера. Перед отъездом президент Нарутович сказал Скулскому: «Помни, господин Леопольд: в случае несчастья, пожалуйста, прошу позаботься о моих детях» (пол. pamiętaj Panie Leopoldzie, w razie nieszczęścia proszę zaopiekować się moimi dziećmi).
Встреча с кардиналом началась в 11.30 как и было запланировано и продлилась полчаса. Кардинал Александр Каковский поддержал избрание Нарутовича на пост президента и осудил нападки правых и католических кругов, уличные демонстрации и оскорбительные статьи. На встрече кардинал заявил, что Нарутович является праведным и выдающимся человеком, и что уличные разговоры — это ещё не вся Польша. Кардинал также попросил Габриэля Нарутовича снести временные мучения и унижения для всеобщего блага.
Визит вежливости президента Нарутовича к кардиналу Каковскому имел целью развеять обвинения правых кругов в атеизме президента.
Во время встречи Нарутовича с Каковским Элигиуш около 11:30 в задние Общества прибыл Невядомский. В здание пускали только с личными приглашениями, следовательно у Невядомского приглашение было. Правление Общества никогда не упускало из виду Невядомского, чей неуравновешенный характер и стиль статей в национальной демократической прессе были известны.
В холле здания собралась публика.
Незадолго до 12.00 на выставку прибыли два адъютанта, чтобы подтвердить прибытие президента Нарутовича. Вскоре после них прибыли премьер-министр Юлиан Новак и министры — Казимеж Куманьецкий и Вацлав Маковский.

### Посещение выставки и убийство
Выйдя от кардинала Каковского, президент Габриэль Нарутович поехал на автомобиле до галереи вместе с начальником канцелярии Станиславом Царём. Президент ехал по улице Новый Свят, поездка до галереи заняла несколько минут. Президент был в прекрасном настроении, пешеходы на улице приветствовали его спокойно.
В 12.10 автомобиль с президентом остановился у здания Общества. На ступенях у входа его встретил начальник дипломатического протокола Стефан Пжежджьецкий (Stefan Przeździecki). Председатель общества поблагодарил президента за визит и проводил его внутрь здания. Собравшаяся в здании публика встретила президента аплодисментами и возгласами «виват!».
На пути в выставочный зал президент поприветствовал группу художников, организовавших выставку, и обменялся рукопожатием с каждым из них. В 12.12 президент вошёл в зал расположенный на первом этаже выставки. В время осмотра портрета Бронислава Копчинского на фронтоне общества к президенту подошёл посол Англии в Польше Уильям Гринферр Макс Мюллер со своей супругой. Она сказала: «Permettez-moi Monsieur le Président de Vous fèliciter» (Позвольте, господин президент, вас поздравить), на что Нарутович ответил: «Oh, plutôt faire les condoléances» (Скорее принести соболезнования).
Появление президента в портретной галерее вызвало всеобщий интерес собравшейся там публики.
В момент, когда президент остановился перед портретом Теодора Жёмка, послышались три выстрела из револьвера. Собравшаяся публика пришла в сильное смятение.
Президент зашатался и рухнул на пол. Поэтесса Казимера Иллакович поддерживала его голову. Премьер-министр Новак позвал врача. Случайно оказавшийся поблизости доктор Снегоцкий поспешил на помощь, но смог зафиксировать только внутреннее кровоизлияние в лёгких, «удушье», остановку сердца и смерть президента.
В это время убийца президента спокойно стоял, держа в руке испанский револьвер, направленный в сторону скончавшегося Нарутовича. Это был Элигиуш Невядомский. Опомнившийся вице-президент общества поощрения художеств Эдвард Окунь и один из адъютантов президента схватили убийцу, который дал себя разоружить без сопротивления и сказал «Nie będę więcej strzelać» (Больше не буду стрелять).
По воспоминаниям художника Яна Скотницкого вскоре после этого премьер-министр Новак покинул галерею. В это время на площади Трёх крестов проходили похороны одного из рабочих, убитых во время демонстрации в поддержку выбора Нарутовича. На похоронах собралась толпа в несколько десятков тыс. человек, если бы до неё дошли новости об убийстве президента, то это могло вызвать непредсказуемую реакцию.
Поэтому было принято решение немедленно запереть двери и никого не выпускать. Был отправлен посыльный к маршалу сейма Мацею Ратаю, который согласно конституции должен был заменить президента. Тем не менее, он мог принять полномочия только после официального объявления о смерти действующего президента.
В 13.15 прибывший на место Ян Скожынький, судья окружного суда в Варшаве в сопровождении свидетелей: Эдварда Окуня, врача, профессора Антония Лещньёвского и сотрудников прокуратуры составили первый протокол осмотра тела Президента Нарутовича. Фрагмент протокола:

В здании Центра изобразительных искусств Общества, зал № I на первом этаже, вдоль и параллельно стоящему дивану, направив голову к выходной двери, на спине лежит тело президента Польской республики г-на Нарутовича. (…) Рубашка на груди распахнута и окровавлена. На кисти правой руки следы крови. Прибывший в 12.01 проф. Антоний Лещньёвский заявил, что президент Польской республики скончался и что смерть наступила от огнестрельных ранений грудной клетки.
Оригинальный текст (пол.)
... W gmachu Zachęty Sztuk Pięknych w sali nr I na pierwszym piętrze, wzdłuż i równolegle ze stojącą kanapą, głową zwrócony do drzwi wyjściowych leży na wznak trup Prezydenta Rzplitej p. Narutowicza. (...) Koszula na piersi rozpięta i pokrwawiona. na kiści prawej ręki ślady krwi. Przybyły o godz. 1 min. 12 po południu prof. Antoni Leśniowski stwierdził, że p. Prezydent Rzplitej nie żyje i że śmierć nastąpiła od ran postrzałowych zadanych w klatkę piersiową. (...)
— .
В 14.30 прибыла открытая повозка (ландо) и эскадрон шеволежеров для почётного сопровождения тела убитого президента. Министр труда и социальной защиты Даровский, Станислав Царь и члены комитета Общества перенесли на руках в экипаж тело президента, завёрнутое в польский флаг. Тело президента было перевезено во дворец Бельведер. Случайные прохожие, узнавая о покушении, проклинали неизвестного им преступника; среди них была Мария Невядомская (супруга убийцы президента).
У здания Общества собралась толпа. В связи с этим убийцу президента вывели через боковой выход на Королевскую улицу. Невядомский в сопровождении высоких чинов полиции был перевезён в Мокотовскую тюрьму.
На здании Общества были вывешены траурные знамёна.

## Политическая ситуация после убийства президента. Отказ от запланированного возмездия
Убийство произошло в критический момент. Премьер-министр Новак 14 декабря 1922 года передал президенту Нарутовичу заявление об отставке правительства а новое правительство ещё не было сформировано.
В течение 24 часов после убийства президента Габриэля Нарутовича в стране не было власти, жизнь государства замерла. Правые экстремисты были временно парализованы. Однако перед лицом переворота активизировались радикальные левые группы. Часть офицеров легионов, некоторые члены Польской войсковой организации и популисты быстро договорились о немедленном возмездии правым кругам и о захвате власти в Польше.
Вечером 16 декабря 1922 года в Главном штабе собралась группа офицеров легионов, так называемая группа полковников. В её составе были также Богуслав Мьедзиньский, Адам Коц, Игнацы Бёрнер, Казимеж Стамировски, Хенрик Флояр-Райхман, Либицкий, Влоскович. Нет никаких свидетельств, встреча офицеров была инициирована маршалом Пилсудским, но зная дисциплину сторонников Пилсудского, кажется неправдоподобным, что они не сообщили ему о своих планах или предпринятых действиях. Несмотря на то, что Пилсудский формально был частным лицом и не выполнял никаких функций, он был только председателем Закрытого военного совета, но у него не было никакой власти над армией, кроме личного авторитета.
Группа офицеров предприняла попытку связаться с министерствами по телефону. В результате было подтверждено, что органы власти прекратили свою деятельность. Ни в Министерстве иностранных дел, ни в Главном управлении полиции никого не было. В воеводства или иностранные представительства не направлялись никакие инструкции или информация. Никакой официальной информации Польскому телеграфному агентству предоставлено не было. Правительство не функционировало. Столкнувшись с такой ситуацией, офицеры разошлись по министерствам и установили телефонную связь с воеводами и главами дипломатических миссий. Была предоставлена информация о том, что произошло, а также чёткая уверенность в том, что ситуация находится под контролем.
После смерти президента Нарутовича к председателю варшавской организации PPS Раймунду Яворовскому пришли полковник Мариан Зындрам-Косьялковский и ещё два офицера, входивших в заговор Пилсудского с целью отомстить за гибель Нарутовича, убийством главных правых активистов. Яворовский, не посоветовавшись с центральным комитетом PPS, выразил одобрение этому плану и ожидал списка с именами тех, кто должен быть убит. Приказ милиции, действовавшей в структурах PPS, заключался в том, чтобы пометить краской ворота домов, где планировались убийства. Главной задачей ополчения PPS было охрана парадов и демонстраций PPS, таких операций, как запланированные, ополчение PPS никогда не выполняло.
В ночь с 16 на 17 декабря в квартире Ежи Ивановского прошла встреча активистов PPS (Игнаций Дашинский, Раймунд Яворовский, Енджей Морачевский, Адам Щиперский, Тадеуш Холувко) и военные (Казимеж Стамировский, Адам Влоскович). Поздним вечером на встречу пришёл Норберт Барлицкий, вернувшийся со встречи с Юзефом Пилсудским, Мацеем Ратаем и Владиславом Сикорским. Барлицкий должен был сообщить собравшимся о решении Владислава Сикорского о формировании правительства и о мнении Пилсудского, который должен был выступить против безрассудных действий, поскольку Польша не могла (…) допустить обострения внутренней борьбы. Игнаций Дашинский и Станислав Тугутт также помогли успокоить настроение. Благодаря своему авторитету они справились с мстительными настроениями в своей среде.
Людвик Даровский выступил с сообщением, информирующим общественность об убийстве президента Габриэля Нарутовича, в котором охарактеризовал преступление как отвратительное и в то же время призвал к спокойствию и серьёзности.
17 декабря 1922 г. маршал сейма Мацей Ратай, занимавший пост президента Польской Республики с 16 декабря 1922 г., назначил новое правительство во главе с генералом Владиславом Сикорским. Генерал-премьер-министр также взял на себя управление министерством внутренних дел и ненадолго ввёл чрезвычайное положение и приказал интернировать самого агрессивного, в том числе Адольфа Новачинского. В результате в столице воцарился мир, тем более что народный лагерь тоже пытался успокоить страсти.
Новый премьер-министр на съезде старшин в Сейме решительно заявил, что намерен наказать не только непосредственного убийцу президента Нарутовича, но и моральных виновников этого преступления. Сикорский назвал события, произошедшие между 9 и 16 декабря, большим позором, чем фактическое убийство, к которому они привели. На встрече с лидерами всех партий он предупредил национал-демократов, что если будут беспорядки, он без колебаний подавит их, наводя порядок с помощью военных и не делая различий между виновными и невиновными.
Сикорский выступил с обращением к нации, призвав, несмотря на явное возмущение общественности покушением на самого важного человека в государстве, сохранять мир и правопорядок. Он также заявил, что как дисциплинированный солдат, приняв бразды правления, будет беспощадно охранять внутренний мир, а виновные в вероломном убийстве получат заслуженное и законно назначенное наказание.
17 декабря 1922 года министр военных дел генерал Казимеж Соснковский выступил с обращением в связи с убийством президента Габриэля Нарутовича.

## Суд над Невядомским
19 декабря 1922 года на заседании правительства под председательством премьер-министра Сикорского было рассмотрено предложение провести суд над убийцей президента Габриэля Нарутовича по упрощённой процедуре. Аргументом в пользу такого рассмотрения дела был возмутительный характер преступления и необходимость наложения жёсткого и немедленного наказания. Однако Сейм занял противоположную позицию, и дело Невядомского было передано в окружной суд, начало процесса было определено на 29 декабря 1922 года. Государственным защитником Невядомского был назначен Станислав Кийеньский, считавшийся опытным и влиятельным адвокатом. Кийеньский располагал достаточным опытом участия во многих громких политических процессах. Он произвёл величайшую сенсацию, защищая в 1905 году социал-демократа Б. Груцмана, арестованного вместе с Марцином Каспжаком.
Кийеньский рассчитывал в ходе процесса морально реабилитировать убийство, совершённое Невядомским, преподать это ужасное деяние как необходимое, а самого Невядомского представить как мстителя за вред, причинённый здоровому большинству населения, которому угрожали Пилсудский, левые, евреи и масоны.
Сам Элигиуш Невядомский был образованным человеком, эрудитом и неплохим оратором. Он решил защищаться сам во время суда. Невядомский оставил адвоката Кийеньского только для контроля над ходом судебного процесса и, что для него было ещё более важно, распространения культа его личности после приговора.

### Процесс
До начала процесса в правой прессе публиковались длинные и обширные биографии Невядомского.
Судебный процесс начался 30 декабря 1922 года в окружном суде по ул. Мьёдова в Варшаве. Зал был заполнен журналистами и зрителями, присутствовали министры: Людвик Даровский, Вацлав Маковский и Генрик Страсбургер. На процессе также присутствовали Стефан Жеромский и Вацлав Серошевский.
В 10:50 в зал суда прибыл судейский коллектив: председатель суда Вацлав Ласковский, судьи Ян Козаковский и Тадеуш Крассовский. Обвинение представлял прокурор Казимеж Рудницкий, адвокат Франчишек Пашальский выступал как гражданский истец от имени детей убитого президента. Защиту подсудимого представлял адвокат Станислав Кийеньский.
Прокурор представил обвинительное заключение в соответствии со статьёй № 99 Уголовного кодекса и статьёй 15 нормативных актов. Согласно заключению 16 декабря 1922 года во время открытия выставки Элигиуш Невиадомский покушался на жизнь президента Польской республики, выпустив в него три револьверных пули, в результате чего президент погиб на месте.
Свидетелями выступили: Станислав Царь — глава гражданской канцелярии президента, Кароль Козловский — председатель Общества поощрения художеств, художники Эдвард Окунь и Ян Скотницкий, Игнацы Солтан — первый адъютант президента.
Невядомский не признал себя виновным по обвинительному заключению. Он лишь признал нарушение закона и выразил готовность понести за это максимальную ответственность. Когда он говорил, имея в виду обвинительное заключение, то в самом начале высказал своё политическое кредо, позволившее ему совершить покушение на жизнь человека, которого он считал символом зла.
Невядомский возмутил общественное мнение, заявив, что изначально планировал убийство начальника государства Юзефа Пилсудского и намеревался убить его 6 декабря 1922 года. Однако 5 декабря услышал о новостях, которые заставили его отказаться от этого. В этот день он прочитал в газете, что Пилсудский категорически отказался баллотироваться на пост президента Польской республики.
Выступая перед судом, Невядомский произносил длинные монологи, представил политический манифест и много информации, не имеющей существенного отношения к убийству президента Нарутовича. О самом Нарутовиче Невядомский сказал, что он был почтенным и честным человеком, а как политик вообще ничего из себя не представлял. Суд неоднократно выносил предупреждения Невядомскому и просил его говорить кратко.
Суд допросил свидетелей Козловского и Царя об обстоятельствах приглашения президента Нарутовича на открытие выставки. Козловский подтвердил выводы следствия, что приглашение было его личной инициативой и было принято президентом по ходатайству Царя. Козловский также показал, что был крайне удивлён поведением премьер-министра Новака сразу после убийства. Новак сетовал, почему Нарутович появился на выставке и что он настоятельно просил его не появляться там. Накануне убийства Новак заверил Козловского, что президент обязательно приедет, и он попросит его об этом от имени художников.
Адвокат Кийеньский избрал относительно осторожную и деликатную линию защиты, представив Невядомского как благородного, восторженного, чувствительного человека, озабоченного общественным благом.
В ходе дознания суд заслушал в качестве свидетеля Юзефа Эверта, чей сын, находившийся в Сосновце, якобы узнал 16 декабря в 10.00, что президента убил Элигиуш Невядомский. Приняв эти показания, суд удалился на совещание, после которого заявил, что показания Эверта не имеют отношения к делу и проверка любых таких слухов только бессмысленно продлит судебное разбирательство.
Прокурор и адвокат выступили с заключительными речами. В своём выступлении прокурор представил неопровержимые доказательства вины подсудимого, обратил внимание на отсутствие у подсудимого раскаяния и чувства вины, указал на тяжесть преступления, которое согласно уголовному кодексу является покушением на жизнь президента, но с точки зрения польского государства позором для нации. По причине вредоносности преступления прокурор Рудницкий потребовал смертной казни для Элигиуша Невядомского.
Адвокат Кийеньский поблагодарил суд за передачу дела защите, подчеркнув, что он ограничил свою роль по прямой просьбе Невядомского. В своём выступлении адвокат представил Невядомского как трагичную личность, благородного идеалиста, поступившего по зову голоса души. Кийеньский предложил не применять смертную казнь и заменить её на тюремное заключение строгого режима или на обычное наказание. В этот момент Невядомский выразил резкий протест, чтобы его защитник прекратил высказывать подобные аргументы. У него не было намерения избежать смертной казни.
Сам Невядомский в последнем слове не выразил раскаяния. Он заявил, что совершил тяжёлый поступок и что тюремное заключение будет для него позором.
В 19:45 суд удалился на сверхурочное заседание, после чего вернулся в зал, чтобы огласить приговор.
Суд пришёл к убеждению, что в рассмотренном деле соблюдены все условия, указанные в части 2 статьи 99 уголовного кодекса и статьи 15 второй части нормативных актов приложений к уголовному кодексу, и приговорил Элигиуша Невядомского к лишению государственных прав и к смертной казни. Суд огласил только резолютивную часть приговора, сообщив, что приговор будет объявлен на правительственном совещании 10 января 1923 года. Судья Ян Козаковский высказал особое мнение по приговору, посчитав, что Элигиуш Невядомский «совершил преступное действие в состоянии чрезвычайно сильного аффекта», и высказался в пользу бессрочного тюремного заключение для Невядомского.
По закону судебный приговор не требовал утверждения и мог быть приведён в исполнение в установленный срок. Только президент Польской республики мог воспользоваться правом на помилование и заменить смертную казнь на длительное тюремное заключение.

### Казнь
Элигиуш Невядомский не стал обжаловать свой приговор, срок подачи апелляций истекал к 27 января 1923 года. 14 января он направил письмо в районный суд, в котором заявил, что принимает приговор и все прошения о помиловании следует рассматривать как поданные без его ведома и против его воли. Президент Речи Посполитой Станислав Войцеховский не воспользовался своим правом на помилование, заявив: «Я изучил документы, но ни в них, ни в своей душе не могу найти причин, чтобы изменить решение суда».
8 января Лео Белмонт опубликовал «Открытое письмо господину президенту Польской республики по делу Элигиуша Невядомского» в котором доказывал, что исполнение приговора над Невядомским сделает его героем для правых и в то же время ничего не изменит в польской политической жизни. Эти слова подтвердились, потому что уже при жизни Невядомский стал героем для многих поляков.
Приведение приговора в исполнение было назначено на 31 января 1923 года. В 6.30 Невядомского привезли в Цитадель. На месте казни построилась рота 30-го полка каневских стрелков. После того как судебный секретарь огласил приговор, Невядомский спокойно снял пальто, шарф и шляпу, отдал очки адвокату Кийеньскому и встал на месте казни.
Перед казнью Невядомский попросил не завязывать ему глаза и произнёс последнее слово: «Стреляйте мне в голову и в сердце, умираю за Польшу, которую губит Пилсудский».
По команде расстрельный взвод дал залп. Врач подтвердил немедленную смерть Невядомского от ран в голову.
Гроб с телом Невядомского поместили в импровизированную яму на площади цитадели. В ночь с 5 на 6 февраля 1923 года тело было извлечено из ямы и перенесено на кладбище Повонзки. Несмотря на неурочное время, на похороны Невядомского пришло около 10 тыс. человек.

## Последствия
Невядомский был связан с правым крылом национально-демократической партии. На суде он заявил, что планировал убить Юзефа Пилсудского, но в итоге убил его союзника Нарутовича, это был «шаг в борьбе за полонизацию и за нацию».
Убийца был приговорён к смерти, приговор был приведён в исполнение 31 января в Александровской цитадели. Часть сторонников правого крыла провозгласили Невядомского героем. Националистическая пресса правого крыла и историки продолжают видеть Невядомского в положительном свете, пишут о его «героической позиции», «священных убеждениях», «патриотическом долге» и т. п. В течение месяцев его могила стала местом поклонения националистов, больше трёх сотен варшавских младенцев при крещении получили имя Элигиуш.
Убийство первого президента второй Польской республики и гневная агитация против него показали нестойкость демократических механизмов в Польше того времени.
Убийство Нарутовича стало источником вдохновения и главной темой множества работ. В 1977 году в Польше вышел фильм «Смерть президента» (пол. Śmierć prezydenta) режиссёра Ежи Кавалеровича. Польский живописец Вильгельм Сасналь в 2003 году нарисовал картину под названием «Нарутович».